# Granville
Granville, Graunville en normando, es un comuna francesa, situada en el oeste del departamento de Mancha, en la región de la Normandía, en la costa de la bahía del Monte Saint-Michel.
La comuna de Granville es la cabecera de su cantón homónimo y la tercera en importancia del departamento, con una población cercana a los 13000 habitantes. Es uno de los centros económicos de la región, gracias a la actividad de su puerto pesquero, el primero de Francia en capturas de moluscos y antiguamente especializado en la captura de bacalao, su puerto comercial, con rutas hacia las islas Anglo-normandas y la de Chausey y el turismo, atraído desde el siglo XIX por su playa, celebrada por varios escritores como Victor Hugo o Stendhal.
El centro histórico de Granville se extiende a lo largo de un promontorio rocoso por lo que también es conocida con el apelativo de la Mónaco del Norte. Entre su patrimonio arquitectónico y cultural, rico en antiguas residencias en granito, destaca el museo-jardín dedicado a la figura y obra de Christian Dior y el de Arte Moderno constituido a partir de la colección privada del librero parisino Richard Anacréon.

## Geografía

### Geografía física
Granville está situada en el extremo suroccidental de la península de Cotentin, cerrando por el Norte, la bahía del Monte Saint-Michel, por lo que su costa se encuentra afectada por el régimen de las mareas de esta región, las más fuertes de Europa, que pueden alcanzar una amplitud de hasta 14 metros. La erosión consecuente del litoral ha sido objeto de una campaña de mediciones entre 1994 y 2006, constatándonse una progresión del mar de entre 50 cm y 1,4 metros, según el punto de medición.
El casco histórico de Granville, llamado haute ville, se extiende a lo largo de una península acantilada, formada por sustratos graníticos y de esquisto, también conocida como llamado Cap Lihou o Pointe du Roc. A partir de este lugar, las progresivas ampliaciones urbanísticas se vieron forzadas a ocupar los terrenos disponibles al Este hacia el continente, y a partir de aquí, hacia el Norte, siguiendo el curso el río Le Boscq,  y hacia el Sur, a lo largo de la línea costera formada por una serie de acantilados y playas, hasta el arroyo de La Saigue.
Desde el siglo XIX, Granville se ha desarrollado como estación balnearia en torno al turismo atraído por sus cuatro playas de arena, una al Norte, entre la península y el río, y tres al Sur, orientadas hacia la bahía.
A lo largo de la costa occidental de Granville se extiende el archipiélago de las islas Chausey, administrativamente gestionadas por la comuna, compuesto por una serie de islas e islotes de naturaleza granítica situadas sobre la plataforma litoral, poco profunda, por lo que su número visible varía en función de las extremas mareas; así, en pleamar se distinguen 52 de ellas, mientras que en bajamar el archipelago alcanza hasta 365 elementos, ocupando una superficie total de aproximadamente 5000 ha.
En cuanto al clima de Granville, este es de tipo oceánico, característico del canal de la Mancha, si bien su posición resguardada por la bahía del Monte Saint-Michel, una entrada de mar entre las porciones de tierra ocupadas en la unión de Normandía y Bretaña, resguarda la villa de las habituales tempestades y de los fuertes vientos dominantes, conocidos como suroît, resultando unos niveles de temperatura más atemperados que los de su entorno.
| Mes                                                                    | Enero | Febrero | Marzo | Abril | Mayo | Junio | Julio | Agosto | Septiembre | Octubre | Noviembre | Diciembre | Año   |
| ---------------------------------------------------------------------- | ----- | ------- | ----- | ----- | ---- | ----- | ----- | ------ | ---------- | ------- | --------- | --------- | ----- |
| Temperaturas máximas (media) (°C)                                      | 7     | 8       | 10    | 12    | 16   | 19    | 21    | 21     | 20         | 16      | 11        | 9         | 14,2  |
| Temperaturas mínimas (media) (°C)                                      | 3     | 3       | 5     | 7     | 9    | 12    | 14    | 15     | 13         | 11      | 7         | 4         | 8,6   |
| Temperaturas medias (°C)                                               | 5     | 6       | 8     | 10    | 13   | 16    | 18    | 18     | 16         | 13      | 9         | 6         | 11,4  |
| medias mensuales de precipitación (mm)                                 | 57.0  | 53.2    | 49.9  | 39.7  | 50.5 | 40.8  | 36.8  | 36.3   | 50.8       | 59.0    | 68.5      | 64.3      | 606.8 |
| Fuente: Registros meteorológicos mensuales - Pointe du Roc (1961-1990) |       |         |       |       |      |       |       |        |            |         |           |           |       |

### Geografía humana
| 6649 | 5454 | 7834 | 7030 | 8347 | 7581 | 12 191 | 11 035 | 13 568 | 17 180 | 15 622 | 14 747 | 12 527 | 11 040 | 11 620 | 12 721 | 12 005 | 11 667 | 11 940 | 11 347 | 9489 | 10 497 | 10 229 | 12 085 | 10 132 | 12 690 | 12 069 | 12 715 | 13 330 | 13 546 | 12 413 | 12 687 | 13 087 |
| Para los censos de 1962 a 1999 la población legal corresponde a la población sin duplicidades (Fuente: INSEE [Consultar]) |      |      |      |      |      |        |        |        |        |        |        |        |        |        |        |        |        |        |        |      |        |        |        |        |        |        |        |        |        |        |        |        |

### Aglomeración urbana
La aglomeración urbana incluye también las comunas de Donville-les-Bains, Yquelon, Bréville-sur-Mer y Longueville, con una superficie de 148,67 km² y una población (población oficial del INSEE para 2012) de 33108 habitantes, siendo la tercera más poblada del departamento.
| 14 624 | 16 106 | 16 153 | 17 240 | 18 153 | 18 460 | 17 390 | 18 137 | 18 817 |
| Para los censos de 1962 a 1999 la población legal corresponde a la población sin duplicidades (Fuente: INSEE [Consultar]) |        |        |        |        |        |        |        |        |

## Historia

### Orígenes

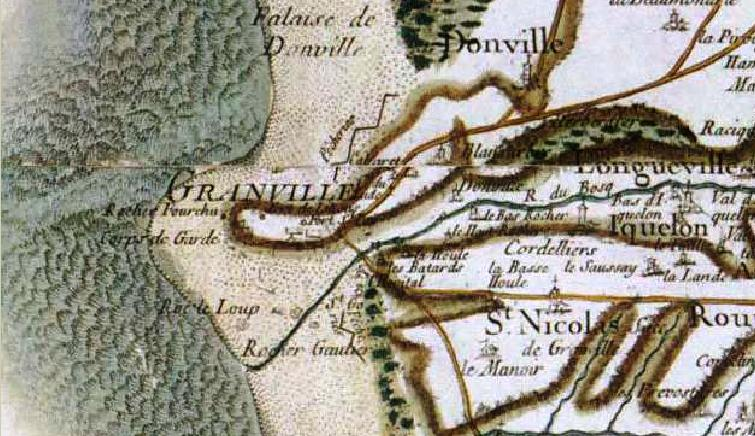
Granville y alrededores en el mapa de Francia llamado de Cassini, realizado por esta familia de cartógrafos italianos para el Observatorio de París durante los siglos y

En principio Granville y el barrio insular de Chausey estaban englobados en la Fôret de Scyssy, absorbidas en 709. Granville, que era entonces el centro de estas tierras, fue llamada Dinard o Saint-Malo una villa costera  con el nombre de Roque de Lihou.
En 1066, Guillermo el Conquistador solicitó la ayuda de la familia Grant. En reconocimiento de la ayuda prestada Guillermo les concedió las tierras de Roque de Lihou. Los Grants fueron, por consiguiente, los primeros señores de la villa, después de los vikingos.  En 1143 fue creada la parroquia de Notre-Dame. En 1252, no habiendo un descendiente masculino, Jeanne de Granville se casó con Raoul d’Argouges, señor de Gratot. En 1439 se inició la construcción de la iglesia de Notre-Dame-du-Cap-Lihou.
1439, el 26 de octubre es también la fecha en la que Sir Thomas Scales, senescal de Normandía, oficial inglés en la Guerra de los Cien Años, compró la Roque a Jean d’Argouges. Por orden de Enrique VI de Inglaterra y a fin de aislar el Monte Saint-Michel, última cabeza de puente en territorio normando, se edificaron las murallas de Granville. En 1440 empezó la construcción de la fortaleza (Haute-Ville). Para obtener una mejor protección de la ciudad, Thomas Scales hizo cavar una foso entre la península y el continente, de manera que, entre el mar y las aguas del río Boscq,  se formara la punta de una isla.
Pero el 8 de noviembre de 1442, astutamente Louis d’Estouteville se hizo con el castillo que, desde entonces, quedó, definitivamente, en manos de los franceses. Carlos VII de Francia decidió hacer de Granville una villa fortificada y firmó, en 1445 un documento mediante el cual les otorgaba las armas y  eximía de los impuestos  a sus habitantes. Desde el 1450, los barcos pescaban en Terranova. En 1470 Luis XI de Francia fue a la villa para asegurarse de su fidelidad ante el conflicto surgido que le enfrentaba a los bretones y borgoñeses. En 1492, los judíos de España expulsados por el Decreto de la Alhambra, llegaron a Francia. Una comunidad se instaló en Granville, su derecho para comerciar y prestar dinero permitió que la villa se hiciera con una importante flota.

### De los corsarios a los baños de mar
En 1562 se inició la reparación de las murallas y una guarnición se instaló en los cuarteles. Más tarde, en 1593 le fueron entregadas las llaves de la ciudad a Enrique IV, gesto con el que demostraban la importancia que la villa tenía para el reino. Durante el reinado de Luis XIII, las fortificaciones fueron adaptadas para la artillería. A partir del reinado de Luis XIV, los navíos granvillais obtuvieron la Patente de corso. Desde ese momento, entre 70 y 80 navíos fueron armados y Granville proporcionó 15 almirantes a Francia, entre los más conocidos se encuentra Georges-René Pléville Le Pelley. En 1688 Louvois hizo destruir una parte de las defensas de la villa. Luis XIV designó, en 1692 al primer alcalde de la ciudad: Luc Leboucher de Gastagny. Pero en 1695 durante la Guerra de los Nueve Años los ingleses bombardearon la ciudad, destruyendo 27 mansiones. Vauban se planteó entonces la posibilidad de mejorar la plaza fuerte, pero no había tiempo para ello.
Después de sufrir este ataque, en 1720 las murallas fueron elevadas y ampliadas; los trabajos de acondicionamiento y ampliación del puerto se reiniciaron y en 1750 se construyó el malecón que todavía subsiste. Estas obras se terminaron en 1757 y, mientras, se construyó un nuevo cuartel. En 1763 un incendio asoló los arrabales. En 1777 se añadió un nuevo cuartel, el cuartel Gênes que todavía puede verse. El 20 de julio de 1786 se produjo un nuevo incendio que afectó al barrio de la Tranchée, a las puertas de la ciudad.
Del 14 de noviembre al 24 brumario del año 2 d. C. tuvo lugar el asedio llevado a cabo por los Vendéens. Repelidos por la población, y aun habiendo perdido 2.000 hombres, persistieron en el asalto aunque finalmente abandonaron la plaza incendiando la calle de los judíos al partir. El 14 de septiembre de 1803 los ingleses volvieron a bombardear la villa tras haber impuesto el bloqueo de la costa.
A partir de 1815, tras varios años de conflictos militares en plena Restauración, Granville decidió emprender una nueva orientación. Se creó Cámara de comercio e industria, y en 1816 las orillas del Boscq fueron bautizadas con el nombre de Cours Jonville, en 1823,  el malecón fue unido a la tierra y, en 1827 se puso la primera piedra del faro del Roc. El puerto, desde 1856 quedó tal y como puede verse hoy en día, y fueron inauguradas la dársena y la esclusa. En 1860 el primer casino de madera fue construido e inaugurado por el antiguo alcalde Méquin. En 1865 se construyó el primer Hospicio Saint-Pierre. En 1866, Victor Chesnais compuso un himno para la ciudad, La Granvillaise, que fue adaptado en 1868 para el teatro.
En 1867, la villa adquirió la primera lancha de salvamento a remos: la "Saint-Thomas" y "Saint-Joseph-de-Saint-Faron". En 1869, se creó el periódico Le Granvillais y, en 1870, se inauguró la Línea París-Granville. La ciudad se convirtió, entonces, en una verdadera estación balnearia a la que acudían los parisinos y en la que se hospedaron personajes tan famosos como: Stendhal, Jules Michelet o Victor Hugo, y los padres de Maurice Denis que nació "accidentalmente" en Granville.
A partir de 1875, se iniciaron importantes obras que comprendieron la construcción de un depósito de 1.200 km²  dos cuarteles: Polotosk y Solférino, y un mercado de subastas. Se inauguró en 1884 la biblioteca municipal, en 1886 se construyó el grupo escolar Saint-Paul, en 1887 un dique carenero y, en 1897, se creó el cuerpo de zapadores-bomberos.
Para entretener a los veraneantes "La Sociedad de Regatas Granvillaises" fue fundada en 1889, el hipódromo y la Sociedad de las Carreras de Granville se crearon en 1890, el golf en 1912 y, por último se inauguró la iglesia de Saint-Paul (San Pablo).
El siglo XX empezó con el incendio del castillo de la Crête en 1904. En 1908 se creó un "Sindicato de Iniciativas". Granville pasó a ser un centro de comunicaciones con la apertura, en 1908, de la línea férrea y el tranvía de Granville a Sourdeval pasando por Avranches extendiéndose hacia Condé-sur-Vire en 1910. En 1911 fueron inaugurados, por el ministro Jules Pams el nuevo casino, la maternidad y la Caja de ahorros.  En 1912 llegó la electricidad a la ciudad y se abrió el Normandy-Hotel. 1914 fue un año trágico debido a la pérdida de cuatro marinos en un accidente ocurrido en la lancha de salvamento, y la partida a la guerra del almirante Amédée-Roze y los soldados de la 2.ª y 202 regimientos de infantería.
Terminada la guerra,  se volvieron a iniciar las regatas en 1919 y, en 1920 volvió a celebrarse el Carnaval. El joven granvillais Lucien Dior fue elegido ministro de Comercio por el 7.º gobierno de Aristide Briand que visitó la villa en 1921. En 1925 se inauguró una nueva estación y Granville se convirtió en una estación de tratamiento del asma. En 1926 abrió sus puertas el Hotel de los Baños; y en 1931, el último navío bacaladero regresó de Terranova.

### Granville durante laSegunda Guerra Mundial
Lugar de guarnición y ciudad costera que resguarda la Bahía del Monte Saint-Michel, Granville fue siempre codiciada en los conflictos armados. El 17 de junio de 1940, los alemanes entraron en Granville. El 21 de septiembre de 1941, apareció un artículo en Le Granvillais firmado por Camille en el que el autor alertaba a los lectores sobre los peligros y la falta de fundamentos de las próximas leyes sobre los estatutos de los judíos del Régimen de Vichy. Pese a esta señal de resistencia, ocho granvillais judíos fueron deportados a Auschwitz: Léon Bobulesco y sus dos hijos Armand y Rodolphe, Simón Goldenberg, su esposa Minka y sus hijos Henri y Rubén, y Smil Weesler. Tres comunistas corrieron la misma suerte: Léon Lamort, René Loncle y Charles Passot.
El conjunto de la población soportó las coacciones de la   ocupación. Desde el principio de la ocupación los alemanes construyeron unas fortificaciones en la punta del Roc e impidieron el acceso al puerto. El 20 de mayo de 1942, un nuevo consejo municipal fue impuesto por el prefecto. El 1 de abril de 1943, la totalidad de la Alta Villa fue evacuada, una barrera de carros de combate les impedía el acceso. El Hotel Normandy fue transformado en kommandantur y en antena de la Gestapo.
En este período destaca el nombre de una persona: Maurice Marland. Nacido el 12 de febrero de 1888 en Falaise, profesor de inglés y de francés, así como de instrucción cívica, lideró una red de resistencia. Notable de la ciudad, en 1939, organizó la acogida de los refugiados belgas y la evacuación de los soldados británicos. Después, con la ayuda de Jules Leprince planearon las evasiones hacia Jersey. Durante toda la ocupación, sus relaciones le permitieron organizar una red clandestina de información sobre las instalaciones portuarias y ferroviarias, y sobre los dispositivos enemigos en las Islas Anglo-Normandas. Apresado y liberado en 1941 y 1943, continuó, pese a todo, con sus actividades clandestinas hasta el 22 de julio de 1944 año en el que fue apresado y abatido en el bosque de Lucerna a petición de los colaboracionistas. El 23 de julio de 1944, su hijo, Serge Marland puso una denuncia por un Crimen contra la humanidad, la investigación terminó con su asesinato a manos de los alemanes. Actualmente el liceo municipal de la ciudad lleva su nombre.
El 6 de junio de 1944, se llevó a cabo el Plan Vert  con el sabotaje de las líneas ferroviarias y la interrupción de la línea París-Granville. Liberada sin combates el 31 de julio de 1944, Granville volvió a ser ocupada durante unas horas el 9 de marzo de 1945 por los soldados desembarcados de Jersey.

## Administración
Granville limita al este con las comunas de Donville-les- Bains, Yquelon, Saint-Pair-sur-Mer y Saint-Planchers.
Se divide en los siguientes barrios:
- La Haute Ville.
- Couraye.
- La Tranchée.
- Le Calvaire.
- Le Centre.
- Saint-Nicolás, que corresponde con la antigua comuna de Saint-Nicolás-près-Granville, absorbida en 1962.

La comuna ocupa una extensión de 990 ha, una superficie prácticamente en su totalidad destinada al suelo urbanizado, si bien el resto de suelo se encuentra protegido por la directiva europea Natura 2000 y la Ley de preservación del litoral.

## Economía

### Transportes y comunicaciones
Granville es accesible por:
- Automóvil,  por las carreteras nacionales desclasificadas N 171 (actualmente RD 971 después llamada Carentan) y  N 24bis (actualmente RD 924 hacia Villedieu-les-Poêles), está situada a 25 km de la A 84 (E 401). Está atravesada  de norte a sur por la antigua N 811 actualmente RD 911, la carretera del litoral hasta Avranches.

- Tren  desde la estación de Granville, por la línea Intercités  y Baja-Normandía París-Granville con salida  de la Gare Montparnasse. El proyecto del tramo norte de la LGV desde los Estuarios acrecentará las posibilidades de conexión  desde y hacia Granville.

- Autobús con las líneas 3, 7, 116, 122, 202, 300, 302 et 305 de la red departamental Maneo y por la red urbana STN explotadas por la compañía Veolia Transport.

- Avión  desde el aeródromo de Granville

- Barco el puerto  de Granville comunica las islas Chausey y las Anglo-Normandas (44 100 pasajeros), con una capacidad, para el flete de 197.000 t.

Granville está situado a 17 km al Sudeste de su zona insular de Chausey, a 288 km al oeste de Notre-Dame de París, a 49 km al sudoeste de Saint-Lô, a 24 km Nordeste de Avranches, a 27 km al sudoeste de Coutances, a  91 km al sur de Cherburgo-Octeville, a 23 km al norte del Monte Saint-Michel, a 26 km al nordeste de Cancale, y a 99 km al sudoeste de Caen.
Heredera de las generaciones de marinos hijos de la ciudad, Granville está situada, también, a 5.356 km de Granville en el Estado de Nueva York, a 6.053 km de Granville en Virginia Occidental, a 6.196 km de Granville en Ohio y a 7.766 km de Granville Island en Vancouver, entre otras.

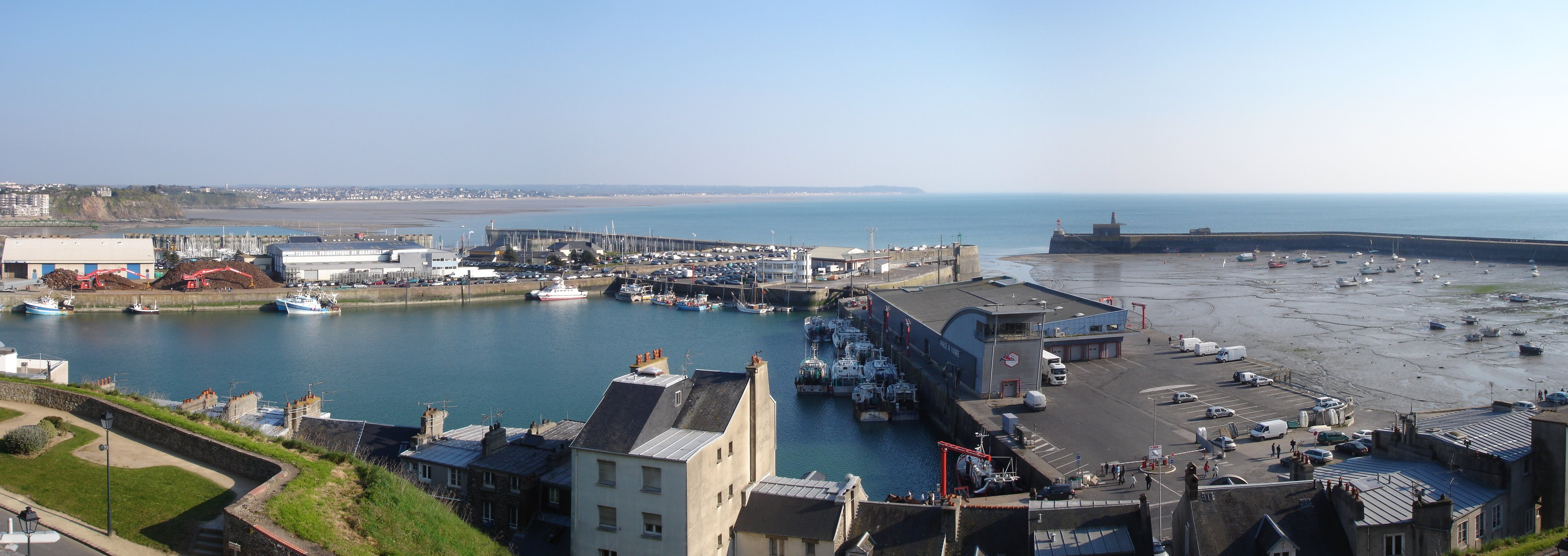
Panorama del puerto de Granville y de la bahía desde la Haute Ville.

## Cultura y patrimonio
La comuna fue catalogada con tres flores en el Concours des villes et villages fleuris, gracias a sus parques y jardines: el jardín Christian Dior, el jardín Val-ès-Fleur de 3 hectáreas, las plazas Marland, del Arsenal, Chartier, del Bisquine, los paseos Carlos VII, del puerto y el Plat Gousset, y el golf construido en 1912 en Bréville-sur-Mer por el paisajista Harry Shapland Colt. El municipio pertenece a la asociación Plus beaux détours de France.
Las islas Chausey, inscritas como lugar protegido por la Direction régionale de l'Environnement de Normandía, fueron propuestas en 1992 para integrarlas en la Red Natura 2000, pero el consejo de la communauté de communes emitió en 2003 un dictamen desfavorable bloqueando el procedimiento.

### Lugares naturales
- Pointe du Roc, cabo que marca el límite septentrional de la bahía del Mont-Saint-Michel.
- Las islas Chausey (52 con marea alta, 365 durante la marea baja) dependen administrativamente de la comuna. Excepto 17 ha de la isla mayor, son de propiedad privada. Incluyen un faro y un fuerte Vauban.

### Iglesias
- Iglesia de Notre-Dame, en la Haute-Ville. Las partes más antiguas del edificio de granito se remontan al siglo XV. La nave es de los siglo XVII y XVIII. Alberga la imagen de Nuestra Señora de Cap Lihou (nombre tradicional del extremo de Pointe du Roc). Esta imagen, del siglo XIV, es objeto de gran veneración local, particularmente con motivo del Gran Perdón de las Corporaciones, el último domingo de julio.

### Construcciones militares
- La Haute-Ville se encuentra totalmente rodeada de murallas. El acceso se realiza por la Grand'Porte, también fortificada y que actualmente contiene el museo del Vieux Granville.

### Museos
- Museo de arte moderno Richard Anacréon
- Museo del Vieux Granville
- Museo Christian Dior
- Aquarium du roc

## Hermanamientos
Granville forma parte del Douzelage, el plan europeo de hermanamiento entre diversas ciudades de países integrantes de la Unión Europea:
- Altea, España
- Bad Kötzting, Alemania
- Bellagio, Italia
- Bundoran, Irlanda
- Chojna, Polonia
- Holstebro, Dinamarca
- Houffalize, Bélgica
- Judenburg, Austria
- Karkkila, Finlandia
- Kőszeg, Hungría
- Marsascala, Malta
- Mersen, Países Bajos
- Niederanven, Luxemburgo
- Oxelösund, Suecia
- Préveza, Grecia
- Prienai, Lituania
- Sesimbra, Portugal
- Sherborne, Reino Unido
- Sigulda, Letonia
- Siret, Rumanía
- Sušice, República Checa
- Türi, Estonia
- Zvolen, Eslovaquia